# Platanos
Platanos (in greco Μενίδι?) è un ex comune della Grecia nella periferia della Grecia Occidentale (unità periferica dell'Etolia-Acarnania) con 1.775 abitanti secondo i dati del censimento 2001.
È stato soppresso a seguito della riforma amministrativa, detta Programma Callicrate, in vigore dal gennaio 2011 ed è ora compreso nel comune di Nafpaktia.

## Località
Platanos è suddiviso nelle seguenti comunità (i nomi dei villaggi tra parentesi):
- Platanos (Platanos, Kato Platanos)
- Agios Dimitrios
- Arachova (Arachova, Kranes)
- Achladokastro
- Dendrochori (disabitato)
- Kastanea
- Klepa
- Livadaki
- Neochori Nafpaktias (Neochori, Petroto)
- Perdikovrysi
- Perista
- Chomori (Chomori, Agia Triada)